# Rune Sigvard
Rune (Sigvard) Svensson, född 23 november 1907 i Östersund, Jämtlands län, död 1943 i Stockholm, var en svensk typograf, målare och tecknare.
Han var son till bokhållaren och konstnären Arvid Ragnar Julius Svensson och tvätteriidkerskan Sofia Svensson. Sigvard började måla redan som barn och fick en viss handledning från sin far det uppges också att han i unga år skulle haft kontakt med Norrlandskonstnären August Berg och i honom fick en mentor. Han far motsatte sig att Sigvard valde konstnärsbanan och övertalade honom att utbilda sig till typograf. Han provade även att arbeta inom andra verksamhetsområden innan han slutligen gick till sjöss. Han vistades i Kanada 1930–1935 där han förde ett äventyrligt liv och försökte försörja sig som träskulptör. Hans upplevelser under dessa år kom senare att sätta tydliga spår i hans konstutövande. Det finns omnämnt  att han studerade vid en målarskola i Toronto men själv hävdade han att han var autodidakt och inte erhållit någon konstutbildning. Mer trovärdig är hans berättelse om att han tillbringade tre år på tukthus med daglig misshandel efter att han på en krog i Vancouver tillgripit bartenderns växelkassa på omkring 300 dollar och omedelbart spenderat pengarna på en intilliggande krog där han bjöd samtliga gäster på dryck så länge pengarna räckte. Efter återkomsten till Sverige började han måla mer intensivt och fick kontakt med konstnärsvänner i Lennart Jacobsons Croqutistklubb i Östersund där han även debuterade med en utställning 1937. Senare samma år ställde han ut separat i Bollnäs och Sundsvall. I pressen förekom vid denna tid att Sigvard genomfört en studieresa till Paris och Amsterdam samt att han studerat van Goghs måleri och varit elev till Otte Sköld men dessa uppgifter tillbakavisades senare när han slog igenom. Han medverkade i Konstens vecka som visades i Östersund 1939 och slog igenom som konstnär vid en utställning på Mässhallen i Stockholm 1940. Året efter ställde han ut separat på Haglunds konstsalong i Stockholm och i Östersund och visade då målningen Bebådelsen som hyllades av kritikerna. Han medverkade i samlingsutställningar arrangerade av Croqutistklubben, Sällskapet för jämtländsk konstkultur och postumt med Gävleborgs läns konstförening. De stora framgångar han fick 1940 medförde inte någon djupare förändring av hans liv som blandades av hektiskt arbete och perioder av  ångestfull upprivenhet med stor alkoholkonsumtion. Han hittades död tillsammans med en kamrat i en lägenhet på Söder i Stockholm 1943. gaskranen på spisen var öppen och om det var med avsikt eller en olyckshändelse är ovisst. En minnesutställning visades på Haglunds konstsalong 1943 och i Östersund visades en minnesutställning med hans och Lennart Jacobsons konst 1953. Hans verk Bebådelsen ställdes även ut efter hans död, på Galleri Remi på Storgatan 62 i Östersund 2007. Då ställde Remi ut en blandning av galleriets samlade konstverk. Sigvard var litterärt bevandrad och beundrade Karin Boye, Nils Ferlin och Pär Lagerkvist och skrev några kortare essäer. Han tillhörde de konstnärslöften som aldrig helt hann infrias och kunde under lyckliga stunder skapa gripande konstverk och trots att hans produktion inte är så stor räknas han till de få Norrländska konstnärerna i främsta rummet och han anses som en utpräglad romantiker och bohemnatur. Hans konst består av figurer, blomsterstilleben, genreartade porträtt, skogsarbetare, vildmarksbilder, stadsmotiv  och motiv från litterära förlagor. Sigvard är representerad vid Hälsinglands museum, Östersunds museum och Moderna museet i Stockholm.